# شون رينولدز (لاعب كرة قدم)
شون رينولدز (بالإنجليزية: Sean Reynolds)‏ (11 أبريل 1990 بفورت والتون بيتش في الولايات المتحدة - ) هو لاعب كرة قدم أمريكي في مركز الدفاع. لعب مع فيمليكافيلاغ هافنارفيارذار ولويسفيل سيتي وVSI Tampa Bay FC ‏ وBaton Rouge Capitals ‏ وOrlando City U-23 ‏ وThunder Bay Chill ‏.

## وصلات خارجية
- شون رينولدز على موقع قاعدة بيانات كرة القدم.إي يو (الإنجليزية)